# Alfred Perot
Pour les articles homonymes, voir Perot.
Jean-Baptiste Gaspard Gustave Alfred Perot, né le 3 novembre 1863 à Metz et mort le 27 novembre 1925 à Paris, est un physicien français, renommé pour ses travaux en optique. Il est notamment le co-inventeur de l'interféromètre de Fabry-Perot avec Charles Fabry.

## Biographie
Alfred Perot naît à Metz le 3 novembre 1863. Il est le fils de Gaspard Perot, polytechnicien, officier du génie, puis intendant général. Sa mère, Laure Dufour, était la petite-fille du baron Dufour, ordonnateur en chef de la Garde impériale (Premier Empire), maire de Metz, pair de France (1769-1842) et l'arrière petite-fille du baron François Pougeard du Limbert, député du Tiers état de la sénéchaussée d'Angoulême aux États généraux de 1789, membre du Conseil des Anciens, préfet de la Haute-Vienne, membre du Tribunat, préfet de l'Allier, député de la Charente sous la Restauration et la monarchie de Juillet, président du conseil général de la Charente (1753-1837). Alfred Perot aura pour petit-fils Jacques Perot, chartiste, conservateur, historien.
Sorti de l'École polytechnique en 1884, il revient à Nancy effectuer sa thèse dans le laboratoire de René Blondlot où il met déjà en œuvre des méthodes ingénieuses et directes. En 1888, il soutient sa thèse de docteur ès sciences devant la Faculté des sciences de Paris avec ses travaux sur la détermination précise des constantes thermodynamiques pour le calcul de l’équivalent mécanique de la chaleur.
En 1888, Perot est nommé maître de conférences à la faculté des sciences de Marseille. Jeune étudiant, Charles Fabry « revoit encore Perot au début de sa carrière scientifique, avec son inlassable activité, son esprit ouvert, son exceptionnelle habileté de travailleur manuel, construisant de ses mains les appareils nécessaires à ses recherches, communiquant son feu sacré à ceux qui l'entouraient ».
Ensemble ils inventent l'interféromètre à ondes multiples, à lames semi-argentées, officiellement dénommé interféromètre de Perot-Fabry, mais plus fréquemment nommé aujourd'hui interféromètre de Fabry-Perot. Fabry avait traité de manière académique le problème des franges d'interférence dans sa thèse, mais Perot imagina alors une expérience originale, un électromètre dont les deux bornes mobiles étaient les deux lames métalisées de l'interféromètre. L'invention de cet interféromètre va déclencher de nombreux travaux - mesure des petites épaisseurs, détermination des longueurs d'onde, spectroscopie, largeur des raies spectrales et théorie cinétique des gaz, vérification expérimentale de l'effet Doppler-Fizeau et de l'effet Michelson. En découleront environ 250 publications dont 23 dans l'Astrophysical Journal et beaucoup d'honneurs et de prix, à l'étranger comme en France. En 1918, il est, avec Charles Fabry, lauréat de la Médaille Rumford de la Royal Society pour ses travaux dans le domaine de l’optique.
En 1894, il est nommé professeur d’électricité industrielle à la même faculté de Marseille.
En 1902, il est nommé directeur du Laboratoire national d’essais (aujourd’hui Laboratoire national de métrologie et d’essais) du Conservatoire national des arts et métiers.
C'est là que sera déterminée la valeur en longueur d'onde du mètre-étalon avec la raie rouge du cadmium.
En 1908, il succède à Henri Becquerel à la chaire de physique de l'École polytechnique. La même année il est nommé responsable de la spectroscopie solaire à l'observatoire de Meudon. Pendant la guerre il assure l'intérim de Deslandres à la tête de cet observatoire et, sous les ordres du futur général Ferrié, il développe la lampe à trois électrodes, la téléphonie sans fil et les radiogoniomètres. Dans le même temps il assure bénévolement un service de radiographie en hôpital qui pourrait avoir altéré sa santé. Avec Bernard Lyot, l'un de ses élèves, Perot invente des dispositifs pour l'atterrissage automatique des avions et le pilotage à distance des bateaux en escadre.
Après la guerre Alfred Perot reprend ses activités de spectroscopiste solaire et apporte la première preuve expérimentale du décalage spectral des raies solaires prévu par la théorie de la relativité générale ; il présente ses résultats lors des célèbres conférences d'Albert Einstein. L'expérimentation le passionne jusqu'à la fin de sa vie. Il meurt en 1925 à son domicile parisien, 16 avenue Bugeaud (l'été il habitait sa propriété de La Houssaye-en-Brie).

## Pérot ou Perot?
Il existe une certaine ambigüité sur le nom de famille de Perot. En effet, Perot a laissé passer, pour signer quelques-uns de ses travaux scientifiques l'orthographe Pérot. Néanmoins, d'après l'état civil et l'usage familial, son nom de famille était bien Perot, sans accent.

## Distinctions
Chevalier de la Légion d'honneur, 1903, croix remise par Eleuthère Mascart, officier 1919, croix remise par le général Fernand-Alexandre Curmer.